# وحیده طالقانی
وحیده علایی طالقانی (زادهٔ ۱۳۳۲ در تهران) نمایندهٔ حوزهٔ انتخابیهٔ تهران، ری، اسلامشهر و شمیرانات در دورهٔ ششم مجلس شورای اسلامی بوده‌است.
وی دختر آیت‌الله سید محمود طالقانی می‌باشد.